# Acta notarial
Un acta notarial es un tipo de documento notarial o escritura pública que contiene una relación que verifica los hechos y datos,presencia o que le constan. A veces se contrapone el concepto de "acta notarial", que contiene una relación de hechos, a la "escritura pública" entendida no como cualquier documento notarial, sino únicamente aquel que contiene negocios jurídicos.

## Tipos de actas notariales
Un notario puede emitir actas de las declaraciones de los otorgantes (actas de manifestaciones), de que se han remitido documentos o se ha notificado cierto hecho, de que se le ha exhibido cierta cosa, de que un hecho es conocido o notorio (actas de notoriedad), de que existe cierto documento del que se guarda coa pública (actas de protocolización), de que recibe cierta cosa en depósito, de la realización de una subasta, un sorteo, una reunión, etc.